# Aerenicopsis pugnatrix
Aerenicopsis pugnatrix là một loài bọ cánh cứng trong họ Cerambycidae.